# Demonització
La demonització  o  satanització  és la tècnica retòrica i ideològica de desinformació o alteració de fets i descripcions, (pròxima al revés sacralització, o victimisme), que consisteix a presentar a individus o entitats polítiques, ètniques, culturals o religioses, etc., com fonamentalment dolentes i nocives, com a forma de justificar un tracte polític, militar o social diferenciat, o també per titllar d'incorrecte el que està en contra del que es creu o es dona suport.

## Descripció
Generalment es recorre a sentiments per manipular als que es convencen més amb aquests que amb raons. En la demonització, la influència pública d'un individu o sector amb un grau elevat de visibilitat -com el govern o els mitjans de comunicació de massa- es posa en joc per estimular una reacció de descrèdit que elimini les restriccions morals o legals per actuar en detriment del grup demonitzat. La demonització de la víctima transforma al demonitzador en algú tan indiscutible i indiscutit com Déu.
En els casos més extrems es presenta als membres del grup segregat com infrahumans o inhumans, com els jueus o els gitanos a l'Alemanya nazi, però, més freqüent és la simple presumpció de culpabilitat, que porta a la pràctica a la restricció dels drets civils del grup encara sense una ratificació administrativa. La situació dels nadius d'Orient Mitjà als Estats Units després dels atemptats de l'11 de setembre de 2001, quan van ser subjectes de controls policials segons el seu  perfil ètnic , és un exemple típic d'aquest segon cas. Altres circumstàncies d'aquest tipus han estat les diferents  guerres contra l'indi  a tota Amèrica, la retòrica anticomunista dels anys 50 i 60, o la persistent segregació dels nord-africans en els països de la conca mediterrània.
El procediment és molt antic i han recorregut a ell freqüentment historiadors poc imparcials associats al poder, tinguin la ideologia que tinguin. Vegeu per exemple el que escriu el cronista reial Pero Mexía sobre l'aixecament comuner contra Carles V:
| « | Dos anys i mig feia, i encara no totals, que l'Emperador havia vingut a aquests regnes i governats per la seva persona i presència, i els tenia en molta tranquil·litat, pau i justícia, quan el dimoni, sembrador de zitzània, va començar a alterar els pensaments i les voluntats d'alguns pobles i gent, de tal manera que es van aixecar després tempestes, aldarulls i sedicions ... | » |

Mexía, que poc després pica «com dic, tot això va ser obra del dimoni» arrabassa, demonitzant els comuners, les causes, més lògiques que infernals, que tenien per alçar-se. Es presta especialment a la demonització el tema del patriotisme en boca de "salvapàtries", a causa del ' pathos  retòric que impregna determinats temes, i que emana del que Léon Poliakov va estudiar com a expressió col·lectiva d'una necessitat paranoica de grandificar o magnificar el pare per divinitzar el fill.
La demonització en aquests casos, és una de les formes en què s'expressen i propaguen les conviccions racistes d'una societat, les circumstàncies produïdes per la globalització de finals del segle xx, amb taxes relativament elevades de migració internacional unides a una situació de relatiu estancament econòmic i de degradació i misèria educativa, han influït en una intensificació de les formes de demonització. Sectors crítics han destacat que, després dels arguments nominalment ètics o culturals que conformen l'argumentació estereotipada de la demonització, s'amaguen probablement interessos econòmics, com els de l'explotació colonial. La Neorretórica conclou que es tracta d'un procediment més per influir a la part de l'auditori, sempre més àmplia que l'altra, que es convenç més amb sentiments que amb raons.